# Tasmanian Open
Het Tasmanian Open is een 72-holes golftoernooi voor heren. De eerste editie was in 1913. Sindsdien is het bijna ieder jaar gespeeld.
Het toernooi heeft enkele opvallende meervoudige winnaars gehad. Peter Toogood, zoon van Alfred, emigreerde naar Australië en won het toernooi 8 keer. Hij verzamelde een grote collectie golfmemorabilia en richtte het grootse golfmuseum van Australië op, vlak bij de oudste golfbaan van Australië, de Ratho Golf Links. 
Voor hem had Leonard Nettlefold (1905-1971) het toernooi 7 keer gewonnen nadat hij Australisch Amateur was geworden in 1926.
In 2012 werd het toernooi gewonnen door de 17-jarige Ricky Cato met een score van 275 (-9).

## Winnaars
| - 1913: E S Headlam - 1914-18: niet gespeeld - 1919: E S Headlam - 1920: H P Smith - 1921: T C Archer Jr - 1922: Robert Nettlefold - 1923-29: niet gespeeld - 1930: Len Nettlefold - 1931: Len Nettlefold - 1932: Len Nettlefold - 1933: R T Brown - 1934: Len Nettlefold - 1935: Len Nettlefold - 1936: Len Nettlefold - 1937: Len Nettlefold - 1938: Alfred Toogood - 1939: D Denehey - 1940-45: niet gespeeld - 1946: L Bowditch - 1947: Len Nettlefold - 1948: E J Willing - 1949: Peter Toogood - 1950: Alfred Toogood - 1951: Peter Toogood | - 1952: L K Baynton - 1953: R Smith - 1954: Peter Toogood - 1955: Peter Toogood - 1956: Peter Toogood - 1957: Peter Toogood - 1958: Peter Toogood - 1959: Peter Toogood - 1960: D N Turner - 1961: Alan Murray - 1962: Frank Phillips - 1963: P R Mills - 1964: Ted Ball - 1965: Alan Murray - 1966: T J Woolbank - 1967: Bob Stanton - 1968: Randall Vines - 1969: Alan Murray - 1970: David Graham - 1971: Frank Phillips - 1972: Bill Dunk - 1973: Stewart Ginn - 1974: Bob Shearer - 1975: Stewart Ginn | - 1976: D Good - 1977: Bill Dunk - 1978: Max Robison - 1979: Marty Bohen - 1980: Stewart Ginn - 1981: Roger Stephens - 1982: C Bishop - 1983: Bob Shaw - 1984: Mike Clayton - 1985: I Roberts - 1986: Stewart Ginn - 1987: Brian Jones - 1988: Brett Ogle - 1989: Ian Stanley - 1990: niet gespeeld - 1991: C Gray - 1992: D Cole - 1993: David Bransdon - 1994: Mathew Goggin - 1995: Lee Eagleton - 1996: Cameron Percy - 1997: Cameron Percy - 1998: Geoff Ogilvy - 1999: Brendan Jones | - 2000: Andrew Webster - 2001: Richard Swift - 2002: Adam Groom - 2003: Nick Flanagan - 2004: Kevin Chun - 2005: Ashley Hall - 2006: Ben Parker - 2007: Rohan Blizard - 2008: Tim Stewart - 2009: Ryan McCarthy - 2010: Jin Jeong - 2011: Matt Sieger - 2012: Ricky Kato |